# 蔡松吾
蔡松吾（韩语： Chae Songoh，1989年3月22日—），韩国女子击剑运动员，2018年亚洲运动会女子花剑团体铜牌得主、2019年亚洲击剑锦标赛女子花剑团体银牌得主、2022年亚洲运动会女子花剑团体银牌得主。